# Yo-Yo Rodriguez
Elena "Yo-Yo" Rodriguez, nota anche come Slingshot, è un personaggio dei fumetti, creato da Brian Michael Bendis (testi) e Alex Maleev (disegni), pubblicato dalla Marvel Comics. La sua prima apparizione avviene in Mighty Avengers (vol. 1) n. 13 (luglio 2008).
Figlia del supercriminale Griffin dotata di supervelocità, Slingshot fa parte della task force segreta di superumani istituita da Nick Fury per proteggere il mondo: i Secret Warriors.

## Biografia del personaggio

### Origini
Nata a San Juan, Porto Rico, dal supercriminale Johnny Horton e da una donna mai nominata, fin da bambina viene soprannominata "Yo-Yo" a causa della sua abilità innata di muoversi a velocità supersonica venendo poi riattirata al punto da cui è partita, potere ereditato in qualche modo dal DNA mutato del genitore.
Quando, scoperta l'imminente invasione degli Skrull, Fury incarica Daisy Johnson (Quake) di formare i "Secret Warriors", una squadra di superagenti segreti composta dai discendenti di vari supereroi e supercriminali, Yo-Yo viene reclutata.

### Secret Invasion
Attribuitole il nome in codice "Slingshot", la ragazza viene addestrata assieme a: J.T. James (Hellfire), Alexander Aaron (Phobos), Sebastian Druid (Druido) e Jerry Sledge (Stonewall) per poi divenire un'agente operativa sotto il comando di Quake svolgendo come prima missione un attacco mirato volto alla distruzione della Dard'van, setta religiosa Skrull a capo dell'invasione, per poi continuare a lavorare al fianco degli eroi non rimpiazzati dagli alieni mutaforma partecipando alla battaglia finale con la loro armata nel centro di New York.

### Secret Warriors
Nel momento in cui l'HYDRA raduna tutti i suoi capi supremi e si allea con l'H.A.M.M.E.R. di Osborn per affrontare Leviathan e gli uomini di Fury, i Secret Warriors prendono parte a una macchinosa e cruenta guerra segreta tra agenzie spionistiche tuttavia, nel corso della prima missione, Slingshot viene gravemente ferita e subisce l'amputazione di entrambe le braccia da parte di Gorgon costringendola a un lungo periodo di riabilitazione e all'innesto di due braccia meccaniche.
Dopo aver fatto visita a sua madre assieme a Stonewall, Yo-Yo si ricongiunge con la squadra in tempo per combattere nell'Assedio di Asgard dopodiché, seguendo le direttive di Fury, Slingshot e i Secret Warriors sferrano l'attacco definitivo all'HYDRA nel corso del quale Phobos perde la vita ma Gorgon viene sconfitto.
Terminato il conflitto, Slingshot e i compagni entrano nel nuovo S.H.I.E.L.D..

## Poteri e abilità
Slingshot è capace di muoversi a una velocità supersonica e di tornare, al termine di ogni corsa, al punto esatto da cui è partita grazie a una sorta di forza trazionale. Oltre a tutto ciò, Yo-Yo è una spia finemente addestrata e un'abile combattente corpo a corpo la cui forza e prontezza di riflessi sono incrementati a livelli superumani dalle protesi meccaniche impiantatele alle braccia.

## Altri media

### Televisione
- Nella serie televisiva Agents of S.H.I.E.L.D., Natalia Cordova-Buckley interpreta Elena "Yo-Yo" Rodriguez, un'inumana colombiana capace di correre a velocità supersonica tornando sempre al punto da cui è partita dopo ogni battito cardiaco[23].

### Videogiochi
- Elena "Yo-Yo" Rodriguez è un personaggio giocabile nel gioco mobile Marvel Strike Force.[24]